# Craspedorhachis rhodesiana
Craspedorhachis rhodesiana är en gräsart som beskrevs av Alfred Barton Rendle. Craspedorhachis rhodesiana ingår i släktet Craspedorhachis, och familjen gräs. Inga underarter finns listade i Catalogue of Life.